# Rhacophorus bipunctatus
Rhacophorus bipunctatus és una espècie de granota que es troba a Bangladesh, Cambodja, Xina, l'Índia, Malàisia, Myanmar, Tailàndia, Vietnam i, possiblement també, a Laos.
Està amenaçada d'extinció per la pèrdua del seu hàbitat natural.